# Тригонеллин
Тригонеллин (метилбетаинникотиновая кислота) — алкалоид, содержащийся в кофейных зернах и некоторых других растениях, включая пажитник (Trigonella foenum-graecum) и японский редис — Дайкон, а также  семена тыквы.
Тригонеллин относится к цвиттер-ионным соединениям. Химическая формула — C7H7NO2, является (внутренней солью) никотиновой и бетаиновой кислот. В растениях и у животных, а также у человека образуется путём метилирования никотиновой кислоты. Наличие именно этого алкалоида в кофе обуславливает его запах при обжарке потому, как при термической обработке тригонеллин превращается в пиридин.
Тригонеллин обладает гипогликемическим, гиполипидемическим, нейропротекторным, антимигренным, седативным, улучшающим память, антибактериальным, противовирусным и противоопухолевым действием, а также показано, что он уменьшает диабетическую слуховую нейропатию и агрегацию тромбоцитов.